# Iii Koto
III Koto is een bestuurslaag in het regentschap Tanah Datar van de provincie West-Sumatra, Indonesië. III Koto telt 6199 inwoners (volkstelling 2010).